# PSA EW/DW двигуни
|                   | |
| Виробник:         | PSA Peugeot Citroën |
| Тип:              | L4 |
| Робочий об'єм:    | 1.7 л (1749 куб.см) 1.9 л (1868 куб.см) 2.0 л (1968 куб.см) 2.0 л (1997 куб.см) 2.2 л (2179 куб.см) 2.2 л (2231 куб.см) см3 |
| Хід поршня:       | 81.4 мм (3.20 дюйма) 88 мм (3.46 дюйма) 96 мм (3.78 дюйма) мм                                                               |
| Діаметр циліндра: | 82.2 мм (3.24 дюйма) 82.7 мм (3.26 дюйма) 85 мм (3.35 дюйма) 86 мм (3.39 дюйма) мм                                          |

Двигун PSA EW/DW — сімейство рядних чотирициліндрових автомобільних двигунів, які виготовляються групою PSA для використання в автомобілях Peugeot і Citroën. Сімейство EW/DW було представлено в 1998 році як заміна двигуну XU. Деякі двигуни DW виробляються в рамках спільного підприємства з Ford Motor Company.
EW/DW використовує багато деталей від XU, особливо колінчастий вал, але виготовлений із легших матеріалів. Назва EW використовується для бензинових двигунів ("e" для essence), а DW для дизельних двигунів.
Усі двигуни EW є мультиклапанними DOHC робочим об’ємом від 1.7 до 2.2 л (1749–2231 куб.см). Вони в основному використовуються для великих сімейних автомобілів і автомобілів представницького класу, а також для великих MPV, хоча 2.0 L також використовується для деяких моделей гарячих хетчбеків.
Історія DW почалася з 2-клапанного двигуна SOHC об’ємом від 2.0 до 2.0 л (1968 і 1997 куб. см), пізніше отримав двигун DOHC і чотири клапани на циліндр після представлення двигуна 2.2 л у 2000 році на Citroën C5 та Peugeot 607. Почалися версії з турбонаддувом. з використанням Common Rail і отримав комерційне позначення HDi (англ. high-pressure direct injection) безпосереднє вприскування під високим тиском. DW10 послужив основою для створення партнерського  Ford/PSA з використанням системи Common Rail другого покоління та турбокомпресора зі змінною геометрією вперше на конструкції 2.0 L.

## DW8
DW8 за всіма ознаками є еволюцією XUD9 і був єдиним дизельним двигуном у сімействі, який не мав турбокомпресора чи прямого впорскування Common Rail. В основному використовувався в таких фургонах, як Citroën Berlingo та Peugeot Partner, але його також можна знайти в більш доступних версіях Peugeot 206 і 306. DW8 було знято з виробництва в 2007 році, оскільки він не відповідав нормам викидів Euro 4 (це двигун Євро 3). DW8 поєднується з 5-швидкісною механічною коробкою передач BE і має крутний момент 127 Н⋅м (94 фунт⋅фут).
Технічні характеристики
Робочий об'єм: 1,9 л (1868 куб.см)
Клапани: 8 клапанів, один верхній розподільний вал
Діаметр і хід: 82,2 мм × 88 мм (3,24 дюйма × 3,46 дюйма)
Коефіцієнт стиснення: 23,0:1
Потужність: 71 к.с. (52 кВт; 70 к.с.)
Крутний момент: 127 Н⋅м (94 фунт⋅фут) при 2500 об/хв
Дата початку виробництва: 1 червня 2000 року
| Модель      | Потужність                                                               | Примітки              | Застосування |
| ----------- | ------------------------------------------------------------------------ | --------------------- | --- |
| DW8 (WJZ)   | 69 PS (51 кВт; 68 к. с.)                                                 | Дизельний каталізатор | Citroën Berlingo, Jumpy I & II (up to OPR 09064) / Peugeot 206, 306 mk2, Partner, Expert I & II (up to OPR 09064)        |
| DW8 B (WJX) | 69 PS (51 кВт; 68 к. с.)                                                 | Дизельний каталізатор | Citroën C15 |
| DW8 B (WJY) | 69 PS (51 кВт; 68 к. с.)                                                 | Дизельний каталізатор | Citroën Berlingo, Jumpy I & II (since OPR 09065), Xsara / Peugeot 206, 306 mk2, Partner, Expert I & II (since OPR 09065) |
| Toyota 1WZ  | 69 PS (51 кВт; 68 к. с.) at 4600 rpm / 125 Н⋅м (92 фунт⋅фут) at 2500 rpm | Дизельний каталізатор | 2000–2001 8th Generation Toyota Corolla (Europe)                                                                         |

## DW10
2,0-літровий DW10 був першим дизельним двигуном PSA з системою прямого впорскування Common Rail і отримав комерційне позначення HDi. Його діаметр і хід 85 мм × 88 мм (3,35 дюйма × 3,46 дюйма) із загальним робочим об’ємом 2,0 л (1997 куб.см) прийшли на заміну XUD9 у 1999 році. Спочатку він був доступний у 90 к.с. (66 кВт; 89). к.с.) з двома клапанами на циліндр і турбонаддувом без проміжного охолодження. Пізніше в цьому році був доданий інтеркулер, який збільшив потужність до 109 к.с. (80 кВт; 108 к.с.).
Спочатку доступний у моделях середнього розміру, таких як Citroën Xsara та Xantia та Peugeot 306, 406 та Peugeot 206, незабаром був поширений у діапазоні PSA, наприклад LCV, тоді як версія з 16 клапанами (RHW) потужністю 109 к.с. 80 кВт; 108 к.с.), використовувався у великих MPV, створених спільно з Fiat. Також замовником цих силових установок була Suzuki, використовуючи їх у європейських Vitara, Grand Vitara та XL-7. Також були доступні комерційні фургони на базі Eurovan, Citroën Jumpy, Peugeot Expert і Fiat Scudo з двигуном DW10 BTED потужністю 94 к.с. (69 кВт; 93 к.с.), які, по суті, є версією з інтеркулером оригінальної конструкції потужністю 90 к.с. (66 кВт; 89 к.с.).
DW10 був використаний як основа для нового сімейства дизельних двигунів Duratorq, розроблених спільно з Ford і Volvo, він використовується в Focus, Kuga, Mondeo четвертого, п'ятого покоління, C-Max і C30/S40/V50/C70, та інших. Різні пасажирські моделі Citroën і Peugeot. 16-клапанні силові установки DOHC поєднувалися з системою впорскування Common Rail другого покоління та турбокомпресором зі змінною геометрією, що підвищувало потужність до 136 к.с. (100 кВт; 134 к.с.) (RHR). Оснащений шестиступінчастою механічною коробкою передач або шестиступінчастою автоматичною коробкою передач Aisin (у Citroën C5 з літа 2004 року).
DW10BTED4E5 і DW10C відповідають стандарту Euro 5, тому все ще доступні для продажу в Європі.
Варіанти DW10FC і DW10FD 2014 року Євро 6 представили технологію селективного каталітичного зменшення викидів.
| Модель                                                                       | Потужність                                                    | Примітки                                               |
| ---------------------------------------------------------------------------- | ------------------------------------------------------------- | ------------------------------------------------------ |
| DW10 ATED / RHS                                                              | 107 PS (79 кВт; 106 к. с.)                                    | common rail турбодизель, каталізатор+FAP               |
| DW10 TD / RHY                                                                | 90 PS (66 кВт; 89 к. с.)                                      | common rail турбодизель, інтеркулер, каталізатор       |
| DW10 BTED / RHX                                                              | 95 PS (70 кВт; 94 к. с.)                                      |                                                        |
| DW10 ATED / RHZ                                                              | 109 PS (80 кВт; 108 к. с.)                                    | common rail турбодизель, інтеркулер, каталізатор       |
| DW10 ATED4 / RHW                                                             | 109 PS (80 кВт; 108 к. с.)                                    | common rail турбодизель, 16-клапанний, каталізатор     |
| DW10 UTED4 / RHK (Base DW10B or DW10C) see 1                                 | 120 PS (88 кВт; 118 к. с.)                                    | common rail турбодизель, 16-клапанний, каталізатор     |
| DW10 BTED4 (E5) / RHR                                                        | 141 PS (104 кВт; 139 к. с.)                                   | common rail турбодизель, 16-клапанний, каталізатор     |
| DW10 BTED4 / RHF                                                             | 140 PS (103 кВт; 138 к. с.)                                   | common rail турбодизель, 16-клапанний, каталізатор     |
| DW10 C RHE/ RHH / RHC (on HYbrid4)                                           | RHE: 152 PS (112 кВт; 150 к. с.), 165 PS (121 кВт; 163 к. с.) | common rail турбодизель, 16-клапанний, каталізатор     |
| DW10 CD AHZ                                                                  | 130 PS (96 кВт; 128 к. с.)                                    | common rail турбодизель, 16-клапанний, каталізатор     |
| DW10 FE / AH01 (Citroën Jumpy and its derivatives, RH02 as AH01) middle 2014 | 120 PS (88 кВт; 118 к. с.)                                    | common rail турбодизель, 16-клапанний, каталізатор SCR |
| DW10 FD 100KW / AH01                                                         | 135 PS (99 кВт; 133 к. с.)                                    | common rail турбодизель, 16-клапанний, каталізатор SCR |
| DW10 FD / AH01                                                               | 150 PS (110 кВт; 148 к. с.)                                   | common rail турбодизель, 16-клапанний, каталізатор SCR |
| DW10 FC / AH01, AH02                                                         | 180 PS (132 кВт; 178 к. с.)                                   | common rail турбодизель, 16-клапанний, каталізатор SCR |

## DW12
2,2-літровий (2179 куб.см) DW12 має діаметр і хід 85 мм × 96 мм (3,35 дюйма × 3,78 дюйма). На відміну від початкових конструкцій DW10, він був оснащений 16 клапанами з самого початку, і дебютував у 2000 році з Citroën C5, Peugeot 406, Peugeot 406 Coupe і Peugeot 607, використовувавшись лише у великих моделях. У 2006 році його було додано до сімейства PSA/Ford з потужністю 170 к.с. (125 кВт; 168 к.с.). Peugeot додав двигун як опцію для Peugeot 407 і тепер оновленого 607, між 2.0 DW10 і 2.7 DT17. Land Rover використовував цей двигун у Freelander 2, Discovery Sport та Range Rover Evoque. На Peugeot 4007 і Citroën C-Crosser, доступні як 160 к.с., так і 190 к.с., застосований той самий двигун. Блок використовувався в поздовжньому монтажі в Jaguar XF з 2012 по 2015 рік у 163 PS або 200 PS, хоча деякі автомобілі на початку 2012 року були доступні як 190 PS. Інший 2,2-літровий двигун, Ford ZSD-422 з робочим об’ємом 2,2 л (2198 куб. см), використовувався в лінійці фургонів Citroën і Peugeot LCV.
| Модель     | Потужність                            | Примітки                                                                          |
| ---------- | ------------------------------------- | --------------------------------------------------------------------------------- |
| DW12 UTED  | 100 PS (74 кВт; 99 к. с.)             | common rail турбодизель, 8-клапанний for Citroën Jumper and Peugeot Boxer фургони |
| DW12 TED4  | 128—133 PS (94—98 кВт; 126—131 к. с.) | common rail турбодизель, 16-клапанний                                             |
| DW12 BTED4 | 177 PS (130 кВт; 175 к. с.)           | common rail турбодизель, 16-клапанний                                             |
| DW12 C     | 204 PS (150 кВт; 201 к. с.)           | common rail турбодизель, 16-клапанний                                             |
| DW12 CTED4 | 180 CV                                | common rail турбодизель, 16-клапанний для Peugeot Landtrek                        |

## EW7
EW7 має діаметр і хід 82,7 мм × 81,4 мм (3,26 дюйма × 3,20 дюйма) для робочого об’єму 1,7 л (1749 куб.см). Використовувався як двигун початкового рівня для Citroën C5 і Citroën Xsara Picasso, Peugeot 406 і Peugeot 407.
З 1 січня 2011 року та відповідно до вимог норм викидів Euro 5 EW7 (тільки Euro 4) більше не доступний у Європі. Для більшості випадків його замінили на 1,6-літрову версію двигуна Prince з турбонаддувом.
| Модель | Код | Об’єм                      | Примітки                  |
| ------ | --- | -------------------------- | ------------------------- |
| EW7 J4 | 6FZ | 117 PS (86 кВт; 115 к. с.) | 16-клапанний, каталізатор |
| EW7 A  | 6FY | 125 PS (92 кВт; 123 к. с.) | 16-клапанний, каталізатор |

## EW10
EW10 має діаметр та хід 85 мм × 88 мм (3,35 дюйма × 3,46 дюйма) для робочого об’єму 2,0 л (1997 куб.см). Він широко використовується групою PSA, включаючи Citroën C4, C5, Citroën Xsara, Citroën Xsara Picasso та Peugeot 206, 307 і 407. Бензиновий варіант прямого вприскування, який називається EW10 D і продається як HPI, коротко використовувався в Citroën. C5 і Peugeot 406, починаючи з 2001 року, але було припинено в 2003 році через низькі продажі.
Варіант EW10 J4S — високопродуктивна версія, яка використовується в 206 GTI 180, 206 RC, 307 Féline, 307 cc і C4 VTS. Потужність була збільшена до 177 к.с. (130 кВт; 175 к.с.), хоча в рекламі два французькі бренди округлюють її до 180 к.с. (132 кВт; 178 к.с.). EW10 A є подальшим розвитком EW10 J4, демонструючи дещо вищу потужність і крутний момент завдяки введенню змінного газорозподілу (VVT). Також зменшується витрата палива. Потужність становить 140 к.с. (103 кВт; 138 к.с.) при 6000 об/хв, а крутний момент 200 Н⋅м (148 фунт⋅фут) при 4000 об/хв. Citroën зазвичай вказує 143 к.с. (105 кВт; 141 к.с.), а Peugeot 140 к.с. для того самого двигуна потужністю 140 к.с. (103 кВт; 138 к.с.).
Починаючи з 1 січня 2010 року та згідно з вимогами норм викидів Euro 5, EW10 (тільки Euro 4) більше не доступний у Європі. Для більшості випадків його замінюють на 1,6-літрову версію з турбонаддувом, частково засновану на двигуні Prince.
| Модель   | Код | Об’єм                       | Примітки                      |
| -------- | --- | --------------------------- | ----------------------------- |
| EW10 D   | RLZ | 140 PS (103 кВт; 138 к. с.) | FSI, каталізатор              |
| EW10 J4  | RFN | 136 PS (100 кВт; 134 к. с.) | 16-клапанний, каталізатор     |
| EW10 J4  | RFR | 135 PS (99 кВт; 133 к. с.)  | 16-клапанний, каталізатор     |
| EW10 J4S | RFK | 177 PS (130 кВт; 175 к. с.) | 16-клапанний VVT, каталізатор |
| EW10 A   | RFJ | 143 PS (105 кВт; 141 к. с.) | 16-клапанний VVT, каталізатор |

## EW12
EW12 був представлений на заміну варіанту XU10 з турбонаддувом низького тиску. Його діаметр і хід 86 мм × 96 мм (3,39 дюйма × 3,78 дюйма) для робочого об’єму 2,2 л (2231 куб.см). Citroën використовує його лише на C8 MPV, тоді як Peugeot, який має більш спортивний імідж, використовує його в 406 SRi та 406 Coupe, 407, моделі 607 Executive та 807 MPV.
Починаючи з 1 січня 2011 року та відповідно до вимог норм викидів Euro 5, EW12 (лише Euro 4) більше не доступний у Європі. На зміну йому прийшов 1,6-літровий двигун Prince з турбонаддувом.
| Модель  | Код | Об’єм                       | Примітки                  |
| ------- | --- | --------------------------- | ------------------------- |
| EW12 J4 | 3FZ | 158 PS (116 кВт; 156 к. с.) | 16-клапанний, каталізатор |
| EW12 J4 | 3FY | 163 PS (120 кВт; 161 к. с.) | 16-клапанний, каталізатор |